# استان کوکله
استان کوکله (به اسپانیایی: Provincia de Coclé) یکی از ده استان پاناما است که در مرکز این کشور واقع شده‌است. استان کوکله ۴٬۹۴۶٫۶ کیلومتر مربع مساحت و ۲۳۳٬۷۰۸ نفر جمعیت دارد.